# Vijaya (Chăm Pa)
Vijaya (Phạn văn: विजय) là tên gọi của một trong bốn địa khu/vùng/tiểu quốc của người Chăm Pa, và đồng thời cũng là tên của kinh đô Chămpa nằm trong địa khu này, Kinh đô Vijaya trong thời kỳ Chăm Pa có quốc hiệu là Chiêm Thành.
Tên gọi của địa khu Vijaya này còn được người Trung Hoa gọi là Tân Châu nhằm phân biệt với Cựu Châu là vùng Amaravati ở phía bắc sau khi Chăm Pa bị xâm chiếm kinh đô và dời đô từ vùng Amaravati về Vijaya.

## Lịch sử
Cấu trúc xã hội hành chính của Chăm Pa có đặc điểm phân biệt vùng miền rõ rệt, người Chăm ảnh hưởng nhiều từ văn hóa Ấn Độ nên tên các địa danh, thành phố của họ cũng lấy từ tên gọi các địa danh vùng Nam Ấn. Cùng với các địa khu khác Panduranga, Kauthara, Amaravati, Vijaya là một trong bốn địa khu/tiểu quốc của người Chăm Pa.
Các nhà nghiên cứu qua các bia ký đã cho rằng địa khu Vijaya bao phủ toàn bộ tỉnh Bình Định ngày nay, thậm chí nhiều công trình còn cho thấy Vijaya có lúc bao gồm cả Quảng Ngãi.
Cùng với địa khu Amaravati, cả hai vùng Vijaya và Amaravati thường được gộp thành khu vực bắc Chămpa trong lịch sử.
Năm 1471, đoàn quân Đại Việt của vua Lê Thánh Tông đã tấn công vào kinh đô Vijaya. Sau thất bại này, người Việt đã tiến chiếm địa khu Vijaya và Amaravati của Chăm Pa, sáp nhập hai địa khu thành Thừa tuyên Quảng Nam, là thừa tuyên thứ 13 nằm ở cực nam của Đại Việt. Chăm Pa mất hoàn toàn miền bắc vào tay Đại Việt và lui về vùng phía nam đèo Cù Mông.

## Kiến trúc
Kiến trúc của Vijaya có nét riêng biệt với các trung tâm khác của Champa, vì có sự kết hợp giữa đá và gạch, trong khi phần lớn các công trình khác của người Chăm chỉ dùng gạch. Điều này thể hiện những ảnh hưởng nhất định từ kiến trúc Angkor. Nó cũng cho thấy sức lao động dồi dào ở Vijaya so với các trung tâm quyền lực khác của người Chăm, bởi vì việc xử lý đá trong xây dựng tốn rất nhiều sức lao động so với sản xuất gạch. Nét kiến trúc ở Vijaya dường như đã là chủ đạo ở Champa trong suốt một giai đoạn, cho nên sau này đã được phân loại dưới tên gọi là "kiến trúc Bình Định".

## Tàn tích

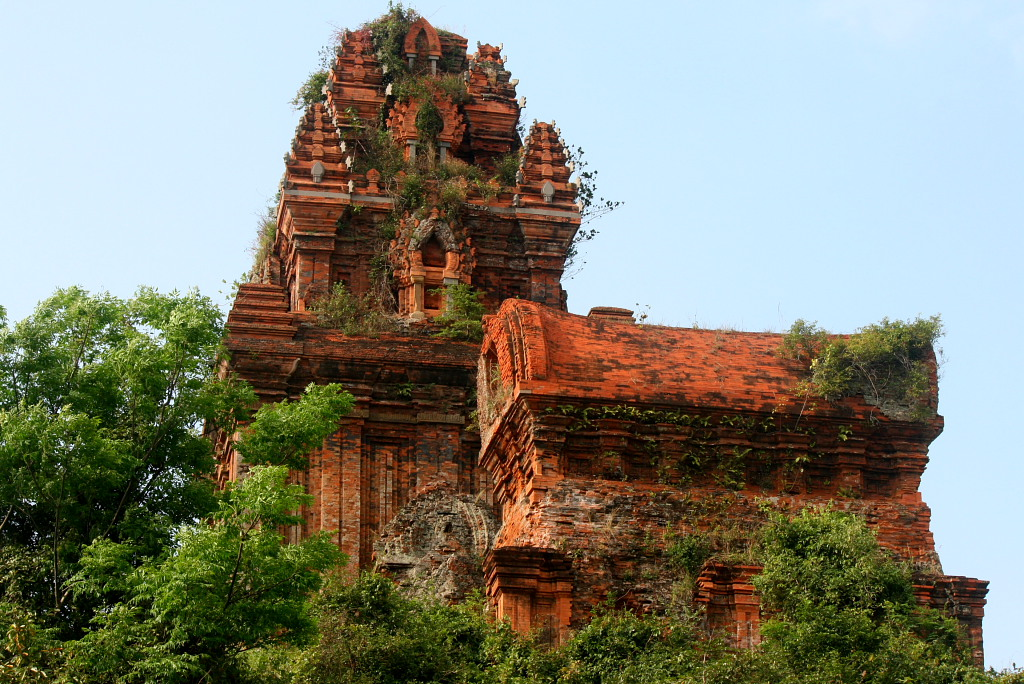
Tháp Bánh Ít

Thành cổ Vijaya hiện được biết với tên thành Đồ Bàn (hay Chà Bàn).
Một số khá lớn các ngôi tháp xây ở Vijaya vẫn còn tồn tại ở tỉnh Bình Định. Chúng bao gồm di tích của khu thành: tháp Cánh Tiên và nhiều ngôi tháp đền khác. Tháp Dương Long là một trong nhưng ngôi tháp Ấn Độ giáo cao nhất ở Đông Nam Á.
| Di tích               | Thời đại                                                                         | Vị trí                |
| --------------------- | -------------------------------------------------------------------------------- | --------------------- |
| Dương Long            | cuối thế kỷ 12 - đầu thế kỷ 13; nâng cấp cho đến thế kỷ 14 - 15 (trước năm 1471) | Bình Hoà, Tây Sơn     |
| Hưng Thạnh / Tháp Đôi | cuối thế kỷ 12 - đầu thế kỷ 13                                                   | Đống Đa, Quy Nhơn     |
| Cánh Tiên             | cuối thế kỷ 13 - cho đến thế kỷ 14/15                                            | Nhơn Hậu, An Nhơn     |
| Thốc Lốc / Phú Lốc    | cuối thế kỷ 13 - 14                                                              | Bình Nghi, Tây Sơn    |
| Thủ Thiện             | cuối thế kỷ 13 - 14                                                              | Bình Nghi, Tây Sơn    |
| Bình Lâm              | đầu thế kỷ 11 (khoảng năm 1000)                                                  | Phước Hoà, Tuy Phước  |
| Bánh Ít / Tháp Bạc    | đầu thế kỷ 11 (khoảng năm 1000); sau đó được nâng cấp                            | Phước Hiệp, Tuy Phước |